# Grațiela Gavrilescu
Grațiela Leocadia Gavrilescu, née le 24 juin 1966 à Bucarest, est une femme politique roumaine, membre de l'Alliance des libéraux et démocrates (ALDE).
De décembre 2014 à décembre 2015, elle est ministre de l'Environnement, des Eaux et des Forêts dans le gouvernement Ponta IV.
Elle est, à partir de janvier 2017, ministre des Relations avec le Parlement dans le gouvernement Grindeanu, puis d'avril 2017 à août 2019 vice-Première ministre et ministre de l'Environnement.